# Partinico
Partinico település Olaszországban, Szicília régióban, Palermo megyében. Lakosainak száma 30 674 fő (2023. január 1.). Partinico Balestrate, Borgetto, Carini, Monreale, Terrasini, Giardinello, Alcamo és Trappeto községekkel határos.

## Népesség
A település lakossága az elmúlt években az alábbi módon változott:
| Lakosok száma | 31 847 | 31 786 | 30 674 |
|               | 2017   | 2018   | 2023   |